# Mysteria minuta
Mysteria minuta é uma espécie de coleóptero da tribo Mysteriini (Anoplodermatinae). Com distribuição apenas na Argentina e Paraguai.